# Manel Yagoubi
Manel Yagoubi (ur. 25 czerwca 1992 w Chlef) – algierska siatkarka grająca jako przyjmująca. Obecnie występuje w drużynie Nedjmet Chlef.